# Vaudreville
Vaudreville település Franciaországban, Manche megyében. Lakosainak száma 72 fő (2022. január 1.). Vaudreville Saint-Martin-d’Audouville, Lestre, Montebourg, Ozeville, Saint-Floxel és Saint-Germain-de-Tournebut községekkel határos.

## Népesség
A település népessége az elmúlt években az alábbi módon változott:
| Lakosok száma | 80   | 59   | 61   | 80   | 75   | 72   | 73   | 72   | 71   | 72   |
|               | 1968 | 1982 | 1990 | 2006 | 2013 | 2015 | 2017 | 2019 | 2020 | 2022 |